# Bollbrück

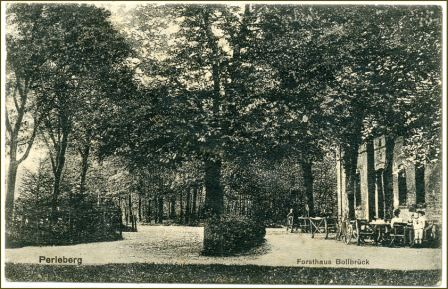
Forsthaus Bollbrück um 1910

Bollbrück war eine Siedlung am Jeetzbach im Süden der Stadt Perleberg in der Prignitz. 

## Geschichte
Im Jahre 1557 wurde es erstmals als Bollbrugge urkundlich erwähnt. In Urkunden wird es 1626 und 1686 als Vorwerk oder Meierei des Perleberger Rathauses bezeichnet, welches Ackerbau, Vieh- und Bienenzucht betrieb. Die nachweislich bis 1629 bewirtschaftete Siedlung wurde im Verlauf des Dreißigjährigen Krieges teilweise zerstört. 1840 ist ein Forsthaus für das Revier nachgewiesen, das man vermutlich bereits im 18. Jahrhundert anlegte und das bis 1945 auch als Gasthaus diente. 1860 existierten ein öffentliches und drei Wirtschaftsgebäude.

## Einwohnerentwicklung
| Datum | Einwohnerzahl |
| ----- | ------------- |
| 1858  | 11            |
| 1925  | 11            |